# Capitólio
Capitólio är en kommun i Brasilien.   Den ligger i delstaten Minas Gerais, i den sydöstra delen av landet, 600 km söder om huvudstaden Brasília. Antalet invånare är 8 185.
Omgivningarna runt Capitólio är huvudsakligen savann. Runt Capitólio är det glesbefolkat, med 15 invånare per kvadratkilometer.